# Fundação Venezuelana de Investigações Sismológicas
A Fundação Venezuelana de Investigações Sismológicas (Funvisis) é um centro de investigação adscrito ao Ministério do Poder Popular para Relações Interiores, Justiça e Paz da Venezuela. Funvisis é a única organização venezuelana que reúne baixo um mesmo teto a especialistas em sismologia (e outras áreas do conhecimento associadas) dedicados ao estudo de sismos e a propagação das ondas mecânicas (sísmicas) que se geram no interior e a superfície da Terra, nas placas tectónicas. Em seus laboratórios estuda-se a propagação das ondas sísmicas, que inclui a determinação do hipocentro (ou foco), a localização do sismo e o tempo que este tenha durado.
Em termos práticos, as principais tarefas desta fundação são:
1. O estudo da propagação das ondas sísmicas pelo interior da Terra a fim de conhecer a sua estrutura interna e a sua especial conformação no território nacional;
2. O estudo das causas que dão origem aos tremores na Venezuela, como evento científico derivado de investigações domésticas e no Mundo;
3. A prevenção do dano sísmico;
4. Alertar à sociedade sobre os possíveis danos numa região determinada no país.

Desde a sua criação, Funvisis tem construído os elementos formais da autoridade de uma organização governamental, incluindo a sede própria (localizada no Llanito), equipa de profissionais dedicados ao estudo especializado das tarefas que lhe são próprias, construção de um sistema nacional de sismologia, que inclui material e equipas únicas instalados ao longo e largo da geografia nacional, produção de investigações e conhecimentos aplicados ao território nacional e o seu relacionamento com o Mundo, bem como uma cultura e procedimentos feitos à medida, brindando resposta à comunidade científica, em geral, e a todos os venezuelanos, em particular.

## Antecedentes e criação
O terramoto ocorrido em Caracas a 29 de julho de 1967 ocasionou ao redor de 300 mortos, dois mil feridos, 80 mil pessoas desalojadas e perdas materiais superiores aos 450 milhões de bolívares (768 milhões de dólares para o 2017), e converteu-se no catalisador de uma série de actos científicos e administrativos que -eventualmente- impulsionou a criação de uma entidade governamental dedicada à investigação das causas que provocaram as falhas em vários edifícios da Área Metropolitana de Caracas e o Litoral Central, bem como a determinação das causas, características e consequências desse sismo e dos sismos em Venezuela.
É produto das recomendações dos estudos derivados deste estado de emergência, que se ordena por Decreto Presidencial a criação da Fundação Venezuelana de Investigações Sismológicas (Funvisis), como fundação do Estado que “realiza, em forma permanente, investigações e estudos sismológicos” (Art. 1 do decreto presidencial No. 1.053 de 26 de julho de 1972, e publicado a 27 de julho desse ano na Gazeta Oficial No. 29.864).

## A investigação sismológica como mandato constitucional na Venezuela
A Constituição Nacional da República Bolivariana da Venezuela (1999) estabelece em seu artigo 322 que:
“A segurança da Nação é concorrência essencial e responsabilidade do Estado, fundamentada no desenvolvimento integral desta e a sua defesa é responsabilidade dos venezuelanos e venezuelanas; também das pessoas naturais e jurídicas, tanto de direito público como de direito privado, que se encontrem no espaço geográfico nacional”.
O mesmo texto detalha no artigo 332 que a Segurança Cidadã demanda de “uma organização de protecção civil e administração de desastres”, adjudicada a proteger à população contra os perigos das hostilidades e das catástrofes e à ajudar a recuperar dos seus efeitos imediatos, bem como a facilitar as condições necessárias para a sua sobrevivência. Na sua relação em caso de eventos sismológicos, os seus recursos devem ser direccionados cientificamente e no menor lapso de tempo possível às áreas de maior risco, labor que é concorrência da Funvisis, onde se estudam as potenciais proporções do dano sísmico.
Unido ao evidente requerimento de investigação sismológica no país por parte de competentes venezuelanos neste ramo da geofísica, o artigo 110 da Constituição Nacional (1999) é enfática ao ordenar que “a ciência, a tecnologia, o conhecimento, a inovação e seus aplicativos e os serviços de informação necessários” são fundamentais para o exercício inevitável de “a segurança e soberania nacional”.
Em função a estes preceitos extraídos do contrato social dos venezuelanos, a investigação sismológica é um acto de exercício de soberania com evidente impacto na Segurança da Nação, tal como ficou evidenciado no sismo de Caracas de 1967, bem como em outros eventos desta natureza, onde o direccionamento antecipado dos recursos do Estado em administração desastres tem um impacto imediato para salvar as vidas de milhões de venezuelanos; antes, durante e após o evento sísmico.
Nesta ordem de ideias, a Lei Orgânica de Segurança da Nação (2001) regula “a atividade do Estado e a sociedade, em matéria de segurança e defesa integral” (Art. 1), indicando ademais que “O Estado tem a obrigação de vigiar que as atividades tecnológicas e cientistas que se realizem no país não representem risco para a segurança da Nação” (Art. 14), em cujo caso, por omissão, isto é, não realizando investigações sismológicas, estaríamos a introduzir severos riscos sísmicos, como medida que combina o perigo sísmico, com a vulnerabilidade e a possibilidade de que se produzam nela danos por movimentos sísmicos num período determinado; bem como deixando ao Povo em estado de inépcia em perigos sísmicos, isto é, ante o desconhecimento da probabilidade de que se produza uma verdadeira aceleração do solo por causas sísmicas.

## Objectivos da Instituição
O principal objectivo de Funvisis é traduzir o comportamento das falhas produtoras de sismos nam Venezuela para a protecção da vida humana mediante o aplicativo dos mais completos e complexos métodos de prevenção, detecção e redução de riscos por fenómenos associados aos inevitáveis movimentos da crosta terrestre.
Desde a sua criação, esta fundação é a única que aglutina num único espaço os pesquisadores profissionais, cientistas e técnicos dedicados exclusivamente à investigação sismológica e é a instituição que possui a custódia e operação do centro de dados e centro de análise do Serviço Sismológico Venezuelano, o qual funciona às 24 horas do dia, os 365 dias do ano, brindando informação da atividade sísmica a toda a população.
A missão de Funvisis reza:
"Pesquisamos a realidade sismológica nacional para orientar as acções que salvam vidas em caso de sismos".

## Pilares de Funcionamento
Para explicar o trabalho científico da Funvisis e seu impacto na comunidade nacional e internacional é possível listar os quatro pilares fundamentais do seu funcionamento, a saber:

### Serviço Sismológico Venezuelana
Monitorização e estudo, as 24 horas do dia, os 7 dias da semana, dos sismos e seus efeitos, onde ocorrem, magnitudes e outros dados de interesse científico, através de 200 estações em todo o país e pessoal altamente qualificado, retroalimentando a toda a comunidade nacional e internacional sobre os eventos ocorridos no país.

### Investigação Sismológica
Investigação geológica especializada em sismologia, incluindo tarefas de prevenção e preparação em frente a geoameaças, com especialistas na matéria, comprometidos com a missão, e com uma extraordinária ética trabalhista.

### Alfabetização Sismológica
Investigação das melhores práticas de transferência de concorrências dirigidas a toda a população para aumentar a consciência sísmica nacional.

### Soluções Especializadas
Põe à ordem a toda a comunidade nacional e internacional os serviços experientes dos seus competentes profissionais em diferentes disciplinas, incluindo: sismologia, geologia de sismos, engenharia sísmica, geofísica, geomática, educação especializada, entre muitas outras.

## Presidentes
Desde a sua criação, Funvisis tem contado com 15 autoridades que têm exercido a presidência da fundação e que em ordem cronológica são:

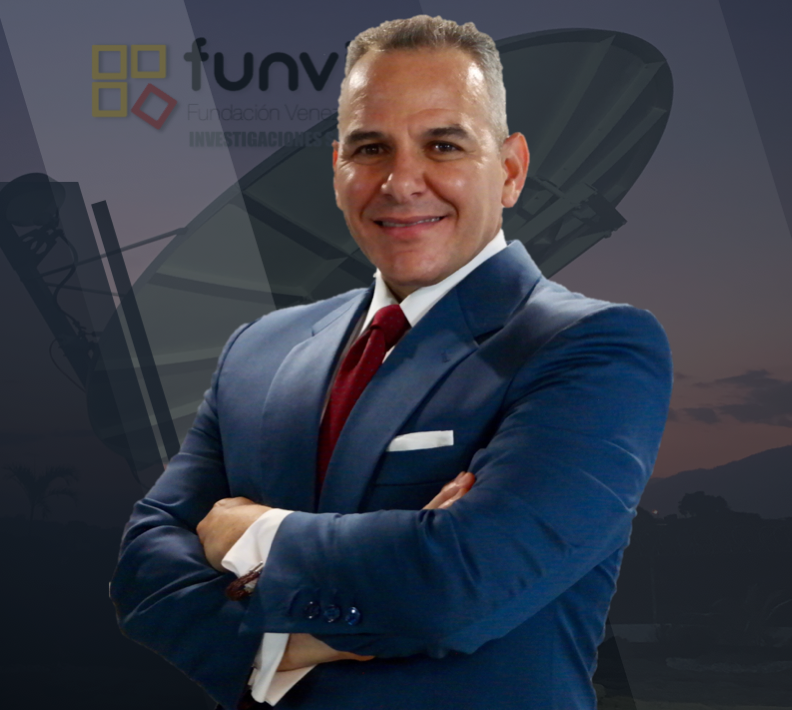
Licenciado Roberto Betancourt A., PhD, presidente da Fundação Venezuelana de Investigações Sismológicas (Funvisis), em exercício destas funções desde 11 de outubro de 2017. Betancourt é doutor em Políticas de Investigação em Engenharia, Ciência e Tecnologia da Universidade de Manchester

1. Geo. Henrique Lavié (fundador em 1972)
2. Eng. José Delgado Chapellín (desde 1982 até 1983)
3. Dr. Luis Urbina (1983-84)
4. Dr. Antonio Ornés (1984)
5. Eng. César Hernández (1985-91)
6. Eng. Nicolás Colmenares (1991-96)
7. Geo. André Singer P. (desde 9 de maio de 1996 até 14 de março de 2000)
8. Lic. Nuris Orihuela (15 de março de 2000 a 19 de julho de 2004)
9. Eng. Gustavo Malavé (20 de julho de 2004 a 3 de junho de 2008)
10. Prof. Armando Díaz Quintero (4 de junho de 2008 a 1 de março de 2009)
11. Eng. Francisco Garcés (2 de março de 2009 a 1 de julho de 2010)
12. Lic. Guy Vernáez (2 de julho. de 2010 a 4 de janeiro de 2012)
13. Eng. Víctor Cano (5 de janeiro de 2012 a 2 de julho de 2013)
14. Eng. Aura Fernández (3 de julho de 2013 a 11 de outubro de 2017)
15. Lic. Roberto Betancourt A., PhD (desde 11 de outubro de 2017, presidente actual).

## Pilares de Funcionamento
Para explicar o trabalho científico da Funvisis e o seu impacto na comunidade nacional e internacional é possível listar os quatro pilares fundamentais do seu funcionamento, a saber:

### Serviço Sismológico Venezuelana
Monitorização e estudo, as 24 horas do dia, os 7 dias da semana, dos sismos e seus efeitos, onde ocorrem, magnitudes e outros dados de interesse científico, através de 200 estações em todo o país e pessoal altamente qualificado, retroalimentando a toda a comunidade nacional e internacional sobre os eventos ocorridos no país.

### Investigação Sismológica
Investigação geológica especializada em sismologia, incluindo tarefas de prevenção e preparação em frente a geoameaças, com especialistas na matéria, comprometidos com a missão, e com uma extraordinária ética trabalhista.

### Alfabetização Sismológica
Investigação das melhores práticas de transferência de concorrências dirigidas a toda a população para aumentar a consciência sísmica nacional.

### Soluções Especializadas
Põe à ordem a toda a comunidade nacional e internacional os serviços experientes dos seus competentes profissionais em diferentes disciplinas, incluindo: sismologia, geologia de sismos, engenharia sísmica, geofísica, geomática, educação especializada, entre muitas outras.